# لویسا وارک
لویسا وارک (انگلیسی: Luisa Värk؛ زادهٔ ۶ فوریهٔ ۱۹۸۷) یک خواننده زن اهل استونی است. وی همسر تاوی رویواس نخست‌وزیر استونی است.